# 단백질 보충제
단백질 보충제(Protein supplement)는 식이 보충제 또는 보디빌딩 보충제이며 일반적으로 단백질 바, 단백질 파우더 형태로 제공되며 단백질 쉐이크로 쉽게 구할 수도 있다. 일반적으로 유청, 식물 및 육류 공급원으로 만들어진다.
단백질 보충제는 보디빌딩에 사용되는 고단백 식품의 추출물 또는 농축물이며, 순수하고 순수한 단백질 및 아미노산 공급원에서 단백질 섭취를 충족시키기 위한 식이 보충제로 사용된다. 여기에는 3가지 주요 변형이 있다: 농축(음식을 섭취하고 약간의 지방과 탄수화물이 존재하는 더 작은 부피로 농축), 분리(단백질과 아미노산이 완전히 분리되어 대부분 단백질과 아미노산이 남음), 가수분해(단백질 보충제를 섭취할 때) 효소에 노출되어 부분적으로 소화된다. 일부 단백질 보충제에는 소화 및 흡수를 위한 첨가제로 소화 효소가 포함되어 있다.

## 같이 보기
- 단백질
- 단백질 생합성